# Wojny samnickie
Wojny samnickie – trzy wojny pomiędzy republiką rzymską a plemieniem Samnitów zorganizowanych w Związku Samnickim. Wojny zakończyły się zwycięstwem Rzymu i podporządkowaniem się mu Samnitów. Większość naszej wiedzy o tych zmaganiach pochodzi od Liwiusza i z tego powodu opis ich przebiegu należy traktować dość sceptycznie.
I wojna samnicka trwała w latach 343–341 p.n.e. i skończyła się przejęciem przez Rzymian kontroli nad północną Kampanią. Wybuch wojny został sprowokowany przez Rzymian, którzy zawarli sojusz z zagrożoną przez Samnitów Kapuą. Stoczono kolejno bitwy pod Mount Gaurus, Saticulą, oraz Suessulą. Wszystkie kończyły się porażkami Samnitów.
Druga wojna samnicka przebiegała w dwóch etapach. W latach 326–321 p.n.e. Rzymianie starali się otoczyć Samnitów, ale osaczeni w Wąwozie Kaudyńskim zmuszeni zostali do upokarzającej kapitulacji. Walki zostały wznowione w roku 316 p.n.e. i trwały do roku 304 p.n.e. Po kolejnej porażce Rzymianie rozpoczęli zakładanie kolonii i budowę słynnej Via Appia dla usprawnienia dostępu do Kapui. W końcu, mimo przymierza z Etruskami, Samnici ulegli Rzymowi w bitwach pod Bovianum i nad jeziorem Vadimo.
Trzecia wojna samnicka wybuchła w roku 298 p.n.e. i trwała osiem lat. Przeciwko republice wspartej przez ludy z Abruzzów i miasta umbryjskie stanęli Samnici sprzymierzeni z Lukanami, Etruskami, Umbrami oraz Senonami, którzy w koalicji stanowili poważne zagrożenie dla Rzymian. Decydującym o sukcesie republiki starciem była bitwie pod Sentinum w 295 roku, który był możliwy dzięki nieobecności Etrusków i Umbrów na polu walki. Po klęsce sojuszników natychmiast zawarli oni wraz z Senonami pokój z Rzymem. Walki na południu toczyły się do 290 roku p.n.e., kiedy to Samnici skapitulowali, co skutkowało ich podporządkowaniem wobec Rzymu.